# Vincitori degli NME Awards
Di seguito sono riportati i vincitori degli NME Awards, premi musicali conferiti annualmente dalla rivista musicale britannica NME a partire dal 1953.

## Edizioni e vincitori

### NME Awards 1953
La cerimonia si è svolta il 19 aprile 1953 alla Royal Albert Hall di Londra. I premi sono stati consegnati dagli attori Scott Brady e Mary Castle.
- Dance Band: Ted Heath and his Music
- Female Vocalist: Lita Roza
- Outstanding Musician: Ronnie Scott
- Small Band: Johnny Dankworth Seven
- Male Vocalist: Dickie Valentine

### NME Awards 1954
La cerimonia, presentata da Nat King Cole, si è svolta il 25 aprile 1954 alla Royal Albert Hall di Londra.
- Band You Would Most Like To See At The NME Pollwinners' Concert : Johnny Dankworth's Orchestra
- Outstanding Drummer: Jack Parnell
- Outstanding Clarinet Player: Carl Barriteau
- Outstanding Tenor Sax Player: Ronnie Scott
- Outstanding Trombone Player: Don Lusher
- Outstanding Alto Sax Player: Johnny Dankworth
- Outstanding Guitar Player: Ivor Mairants
- Outstanding Piano Player: Bill McGuffie
- Outstanding Trumpet Player: Kenny Baker
- Outstanding Bass Player: Johnny Hawksworth
- Outstanding Arranger: Reg Owen
- Outstanding Large Band: Ted Heath and his Music
- Musician Of The Year: Ronnie Scott
- Male Vocalist: Dickie Valentine
- Female Vocalist: Lita Roza
- Small Band: Ronnie Scott's Band

### NME Awards 1955
La cerimonia, presentata dall'attore Nigel Patrick, si è svolta il 14 febbraio 1955 alla Royal Albert Hall di Londra.
- Outstanding American Feminine Singer: Doris Day
- The World's Outstanding Musical Personality: Bill Haley
- Top Male Singer: Dickie Valentine
- Outstanding American Male Singer: Frank Sinatra
- Outstanding British Musical Personality: Dickie Valentine
- World's Outstanding Singer: Frank Sinatra
- Outstanding British Feminine Singer: Alma Cogan
- Outstanding British Male Singer: Dickie Valentine
- World's Outstanding Vocal Group: The Four Aces
- Large Band Section: Ted Heath and his Music
- Favourite Disc Jockey: Jack Jackson
- Small Bands: The Kirchins
- British Vocal Group: The Stargazers

### NME Awards 1956
La cerimonia si è svolta il 29 gennaio 1956 alla Royal Albert Hall di Londra. I premi sono stati consegnati dall'attore Fernando Lamas.
- Large Band: Ted Heath
- Small Band: The Kirchins
- Musician Of The Year: Eddie Calvert
- Favourite American Singer- Female: Doris Day
- Favourite American Singer- Male : Frank Sinatra
- Female Dance Band Vocalist: Rose Brennan
- Male Solo Singing Star: Dickie Valentine
- Female Solo Singing Star: Ruby Murray
- Favourite Musical Personality: Dickie Valentine
- Most Promising New Band: Ronnie Scott
- Vocal Group: The Stargazers
- Male Dance Band Vocalist: Robbie Britton
- Outstanding Popular Singer In The World: Frank Sinatra

### NME Awards 1957
La cerimonia, presentata dall'attore John Gregson, si è svolta nel febbraio 1957 alla Royal Albert Hall di Londra.
- Favourite American Female Singer: Doris Day
- World's Outstanding Popular Singer: Pat Boone
- Favourite American Male Singer: Pat Boone
- Favourite British Female Singer: Alma Cogan
- World's Outstanding Vocal Group: The Platters
- British Large Bands: Ted Heath
- Favourite British Male Singer: Dickie Valentine
- British Musical Personality: Tommy Steele
- World's Outstanding Musical Personality: Elvis Presley
- British Vocal Groups: The King Brothers
- British Disc Jockey: Jack Jackson
- Small Groups (Skiffle): Lonnie Donegan
- Small Groups (Traditional) : Chris Barber
- Small Groups (Modern Jazz): Tony Kinsey

### NME Awards 1958
La cerimonia, presentata dagli attori Tony Wright e Roger Moore, si è svolta nel febbraio 1958 alla Royal Albert Hall di Londra.
- Favourite US Female Singer: Connie Francis
- World's Outstanding Popular Singer: Elvis Presley
- Favourite US Male Singer: Elvis Presley
- World's Outstanding Vocal Group: The Everly Brothers
- World's Outstanding Musical Personality: Elvis Presley
- Outstanding Vocal Personality: Frankie Vaughan
- Favourite Male Singer: Frankie Vaughan
- Small Group: Lonnie Donegan
- Favourite Female Singer: Alma Cogan
- Vocal Group: The Mudlarks
- Outstanding Instrumental Personality: Eddie Calvert
- Large Band: Ted Heath
- Favourite New Singer (Under 21): Cliff Richard
- Favourite Disc Jockey: Pete Murray

### NME Awards 1959
La cerimonia, presentata da Pete Murray e Lonnie Donegan, si è svolta nel febbraio 1959 alla Royal Albert Hall di Londra.
- World's Outstanding Male Singer: Elvis Presley
- World's Outstanding Female Singer: Connie Francis
- World's Outstanding Musical Personality: Elvis Presley
- World's Outstanding Vocal Group: The Everly Brothers
- Favourite British Male Singer: Cliff Richard
- Favourite British Female Singer: Shirley Bassey
- Favourite British Vocal Group: The Mudlarks
- Favourite British Vocal Personality: Frankie Vaughan
- Favourite British Instrumentalist: Russ Conway
- Favourite British Large Band or Orchestra: Ted Heath
- Favourite British Small Group: Lonnie Donegan
- Favourite British Disc Jockey: Pete Murray
- Favourite British New Disc or TV singer: Craig Douglas
- Favourite British Disc Of Year: Cliff Richard – Living Doll
- Favourite British Artist for Poll Concert: Marty Wilde

### NME Awards 1960
La cerimonia, presentata da Gene Vincent, si è svolta nel febbraio 1960 all'Empire Pool di Wembley.
- World Male Singer: Elvis Presley
- World Female Singer: Connie Francis
- World Vocal Group: The Everly Brothers
- World Musical Personality: Duane Eddy
- British Vocal Group: The King Brothers
- British Large Band Or Orchestra: Ted Heath
- British Female Singer: Shirley Bassey
- British Male Singer: Cliff Richard
- British Vocal Personality: Lonnie Donegan
- British Small Group: The Shadows
- Best British Disc Of The Year: The Shadows – Apache
- New Disc or TV Singer: Emile Ford
- Instrumental Personality: Russ Conway
- Artist For Poll Concert: Adam Faith
- Disc Jockey: David Jacobs

### NME Awards 1961
La cerimonia, presentata da Connie Francis, si è svolta nel febbraio 1961 all'Empire Pool di Wembley.
- World Female Singer: Connie Francis
- World Musical Personality: Elvis Presley
- World Male Singer: Elvis Presley
- World Vocal Group: The Everly Brothers
- British Vocal Personality: Adam Faith
- British Vocal Group: The Springfields
- Instrumental Personality: Bert Weedon
- British Small Group: The Shadows
- British Large Band or Orchestra: Ted Heath
- Best British Disc of the Year: John Leyton – Johnny Remember Me
- British Male Singer: Cliff Richard
- Artist For Poll Concert: Billy Fury
- Trad Jazz Band: Acker Bilk
- British Female Singer: Helen Shapiro
- New Disc or TV Singer: John Leyton
- Disc Jockey: David Jacobs

### NME Awards 1962
La cerimonia, presentata da Brenda Lee, si è svolta nel febbraio 1962 all'Empire Pool di Wembley.
- World's Outstanding Male Singer: Elvis Presley
- World's Outstanding Female Singer: Brenda Lee
- World's Outstanding Vocal Group: The Everly Brothers
- World's Outstanding Musical Personality: Elvis Presley
- British Male Singer: Cliff Richard
- British Female Singer: Helen Shapiro
- British Vocal Group: The Springfields
- British Vocal Personality: Joe Brown
- British Solo Instrumentalist: Jet Harris
- British Large Band/ Orchestra: Joe Loss
- British Small Group: The Shadows
- British Traditional Jazz Band: Kenny Ball
- British Disc Jockey: David Jacobs
- British New Disco or TV Singer: Frank Ifield
- British Best Disc in 1962: Frank Ifield – I Remember You
- Artist for Poll Concert: Billy Fury

### NME Awards 1963
La cerimonia, presentata da Roger Moore, si è svolta nel febbraio 1963 all'Empire Pool di Wembley.
- World Male Singer: Cliff Richard
- World Vocal Group: The Beatles
- World Musical Personality: Elvis Presley
- World Female Singer: Brenda Lee
- British Vocal Personality: Joe Brown
- British Vocal Group: The Beatles
- British Large Band Or Orchestra: Joe Loss
- British Small Group: The Shadows
- British Traditional Jazz Band: Kenny Ball
- Best British Disc Of The Year: The Beatles – She Loves You
- British Female Singer: Kathy Kirby
- Artist For Poll Concert: Billy J Kramer e The Dakotas
- British Male Singer: Cliff Richard
- Disc Jockey: David Jacobs
- New Disc or TV Singer: Gerry Marsden
- Solo Instrumentalist: Jet Harris

### NME Awards 1964
La cerimonia, presentata da Roy Orbison, si è svolta il 3 maggio 1964 all'Empire Pool di Wembley.
- Outstanding Male Singer: Elvis Presley
- Outstanding Female Singer: Brenda Lee
- Outstanding Vocal Group: The Beatles
- Outstanding Musical Personality: Elvis Presley
- British Male Singer: Cliff Richard
- British Female Singer: Dusty Springfield
- British Vocal Group: The Beatles
- British Vocal Personality: Cliff Richard
- British Rhythm and Blues: The Rolling Stones
- British Instrumental Unit: The Shadows
- British TV Or Radio Programme: Ready Steady Go!
- British Disc Jockey: Jimmy Savile
- British New Disc or TV Singer: Mick Jagger
- British Disc This Year: The Animals – The House of the Rising Sun

### NME Awards 1965
La cerimonia, presentata da Tony Bennett, si è svolta nell'aprile 1965 all'Empire Pool di Wembley.
- World Male Singer: Elvis Presley
- World Musical Personality: Elvis Presley
- British R&B Group: The Rolling Stones
- Disc Jockey: Jimmy Savile
- World Female Singer: Dusty Springfield
- World Vocal Group: The Beatles
- British Vocal Group: The Beatles
- British Male Singer: Cliff Richard
- British Vocal Personality: John Lennon
- British Female Singer: Dusty Springfield
- New Disc Or TV Singer: Donovan
- British Instrumental Unit: The Shadows
- Best New Group: The Seekers
- Most Popular Disc Jockey: Jimmy Savile
- Best TV or Radio Show: Top of the Pops
- Best New Disc Of The Year: The Rolling Stones – (I Can't Get No) Satisfaction

### NME Awards 1966
La cerimonia, presentata da Jimmy Savile, si è svolta all'Empire Pool di Wembley.
- World Male Singer: Elvis Presley
- World Female Singer: Dusty Springfield
- World Vocal Group: The Beach Boys
- World Musical Personality: Elvis Presley
- British Vocal Group: The Beatles
- British Instrumental Unit: The Shadows
- Best Male Singer: Cliff Richard
- British Vocal Personality: Cliff Richard
- Best R&B Group: Spencer Davis Group
- Best TV/Radio Show: Top of the Pops
- Top Disc Jockey: Jimmy Savile
- British Female Singer: Dusty Springfield
- New Disc Singer: Steve Winwood
- Best New Group: Spencer Davis Group
- Best British Disc This Year: The Beatles – Eleanor Rigby

### NME Awards 1967
La cerimonia, presentata da Jimmy Savile e Simon Dee, si è svolta all'Empire Pool di Wembley.
- World Male Singer: Elvis Presley
- World Female Singer: Dusty Springfield
- World Vocal Group: The Beatles
- World Music Personality: Elvis Presley
- British Vocal Personality: Cliff Richard
- Top DJs: Jimmy Savile
- British Instrumental Unit: The Shadows
- Best TV/Radio Show: Top of the Pops
- British R&B Group: The Rolling Stones
- British Female Singer: Lulu
- British Vocal Group: The Beatles
- British Male Singer: Tom Jones
- Best New Group: Bee Gees
- New Disc Singer: Englebert Humperdinck
- Best British Disc This Year: Procol Harum – A Whiter Shade of Pale

### NME Awards 1968
La cerimonia, presentata da Roger Moore, si è svolta all'Empire Pool di Wembley.
- World Male Singer: Elvis Presley
- World Female Singer: Lulu
- World Vocal Group: The Beatles
- World Musical Personality: Elvis Presley
- British Vocal Group: The Beatles
- British Female Singer: Lulu
- Top Disc Jockey: Jimmy Savile
- Best TV/ Radio Show: Top of the Pops
- Best New Group: Love Affair
- British Vocal Personality: Cliff Richard
- British R & B Group: The Rolling Stones
- Best British Disc This Year: The Beatles – Hey Jude
- British Male Singer: Tom Jones
- New Disc Singer: Mary Hopkin
- British Instrumental Unit: The Shadows

### NME Awards 1969
La cerimonia, presentata da Jimmy Savile, si è svolta l'11 maggio 1969 all'Empire Pool di Wembley.
- World Male Singer: Elvis Presley
- World Female Singer: Dusty Springfield
- World Musical Personality: Elvis Presley
- Best TV/ Radio Show: Top of the Pops
- World Vocal Group: The Beatles
- British Vocal Group: The Beatles
- British Vocal Personality: Cliff Richard
- British Female Singer: Lulu
- Best New Group: Jethro Tull
- British Blues Group: Fleetwood Mac
- British Instrumental Unit: The Shadows
- Top Disc Jockey: Jimmy Savile
- British Male Singer: Tom Jones
- Best British Disc This Year: The Rolling Stones – Honky Tonk Women

### NME Awards 1970
- World Male Singer: Elvis Presley
- World Female Singer: Diana Ross
- 1970s Best British Single: Mungo Jerry – In the Summertime
- World Musical Personality: Elvis Presley
- Best TV/ Radio Show: Top of the Pops
- World Vocal Group: Creedence Clearwater Revival
- British Vocal Personality: Cliff Richard
- British Female Singer: Cilla Black
- New Disc Singer: Elton John
- Best New Group: McGuinness Flint
- Top British Group: The Beatles
- Brit. Instrumental Unit: The Shadows
- Top Disc Jockey: Jimmy Savile
- British Male Singer: Cliff Richard
- 1970s Best British LP: The Beatles – Let It Be

### NME Awards 1971
- World Male Singer: Elvis Presley
- World Female Singer: Diana Ross
- World Musical Personality: Elvis Presley
- World Vocal Group: Creedence Clearwater Revival
- British Male Singer: Cliff Richard
- British Female Singer: Cilla Black
- Best British Single: Mungo Jerry – In the Summertime
- Best TV/ Radio Show: Top of the Pops
- British Vocal Personality: Cliff Richard
- New Disc Singer: Elton John
- Best New Group: McGuinness Flint
- Top British Group: The Beatles
- British Instrumental Unit: The Shadows
- Top Disc Jockey: Jimmy Savile
- Best British LP: The Beatles – Let It Be

### NME Awards 1972
- World Male Singer: Elvis Presley
- World Female Singer: Diana Ross
- World Musical Personality: Elvis Presley
- World Vocal Group: T. Rex
- British Male Singer: Cliff Richard
- British Female Singer: Cilla Black
- British Vocal Group: T. Rex
- British Vocal Personality: Cliff Richard
- British New Group: New Seekers
- British Instrumental Unit: Collective Consciousness Society
- TV or Radio Show: Top of the Pops
- Disc Jockey: Jimmy Savile
- New Disc Singer: Rod Stewart
- Best 1971 Single Disc: George Harrison – My Sweet Lord
- Best 1971 Album: T. Rex – Electric Warrior / John Lennon – Imagine

### NME Awards 1973
- World Top Group: Yes
- World Stage Band: Alice Cooper
- World Male Singer: David Bowie
- World Female Singer: Diana Ross
- Most Promising Name: Golden Earring
- Soul Act: Stevie Wonder
- British Top Group: Yes
- British Male Singer: David Bowie
- British Female Singer: Maggie Bell
- Most Promising Name (British): Leo Sayer

### NME Awards 1974
- British Male Singer: David Bowie
- British Female Singer: Maggie Bell
- British Group: Yes
- British Stage Band: Genesis
- Most Promising New Name (British): Leo Sayer
- Disc Jockey: John Peel
- TV Show: The Old Grey Whistle Test
- British Single: The Who – 5:15
- British Album: Pink Floyd – The Dark Side of the Moon
- Best Guitarist: Eric Clapton
- Best Keyboardist: Rick Wakeman
- Best Bass Guitarist: Paul McCartney
- Best Drummer: Carl Palmer
- Best Producer: David Bowie
- Best Instrumentalist: Roy Wood
- Best Songwriters: Elton John/Bernie Taupin
- Best Soul Act: Stevie Wonder
- Best Dressed Album: Yes – Yessongs
- World Singer: David Bowie
- World Female Singer: Diana Ross
- World Group: Yes
- World Stage Band: Alice Cooper
- World Album: Pink Floyd – The Dark Side of the Moon
- World Single: Golden Earring – Radar Love
- World's Most Promising New Name: Golden Earring

### NME Awards 1975
- British Male Singer: Paul Rodgers
- British Female Singer: Kiki Dee
- British Group: Roxy Music
- British Stage Band: Genesis
- British Disc Jockey: Noel Edmonds
- British Music TV Show: The Old Grey Whistle Test
- Most Promising New Name: Bad Company
- Music Radio Show: Alan Freeman Show
- World Male Singer: Robert Plant
- World Female Singer: Joni Mitchell
- Drummer: Carl Palmer
- Misc. Instrument: Mike Oldfield
- Producer: Eddie Offord
- Album: Rod Stewart – Smiler
- Single: Bad Company – Can't Get Enough
- Best Dressed LP: Yes – Relayer
- Soul Act: Stevie Wonder
- Klutz Of The Year: Steve Harley

### NME Awards 1976
- Best Group: Led Zeppelin
- Best Female Singer: Linda Ronstadt
- Turkey Of The Year: Sex Pistols
- Best Male Singer: Robert Plant
- Most Promising Emergent Act: Eddie and the Hot Rods
- Best Keyboardist: Rick Wakeman
- Best Drummer: John Bonham
- Best Songwriter/Composer: Bob Dylan
- Best Television Show: The Old Grey Whistle Test
- Best Disc Jockey: John Peel
- Most Missed Dead Act: Jimi Hendrix
- Best Guitarist: Jimmy Page
- Best Single: Thin Lizzy – The Boys Are Back in Town
- Best Album: Led Zeppelin – The Song Remains the Same
- Most Wonderful Human Being: Johnny Rotten
- Best Miscellaneous Instrumentalist: Mike Oldfield
- Best Radio Show: Alan Freeman's Saturday Show
- Best Dressed Sleeve: Led Zeppelin – The Song Remains the Same
- Best Bassist: Paul McCartney

### NME Awards 1977
- Best Group: Sex Pistols
- Best New Group/Act: Tom Robinson
- Male Singer: David Bowie
- Female Singer: Julie Covington
- Best Album: Sex Pistols – Never Mind the Bollocks, Here's the Sex Pistols
- Best Single: Sex Pistols – God Save The Queen
- Keyboards: Rick Wakeman
- Drummer: Paul Cook
- Misc. Instrument: Mike Oldfield
- Disc Jockey: John Peel
- Radio Show: John Peel Show
- TV Show: The Old Grey Whistle Test
- Event Of The Year: la morte di Elvis Presley
- Most Wonderful Human Being: Johnny Rotten
- Prat Of The Year: Freddie Mercury

### NME Awards 1978
- Best Male Singer: David Bowie
- Best Female Singer: Debbie Harry
- Best Album: The Jam – All Mod Cons
- Best Single: The Clash – (White Man) in Hammersmith Palais
- Best Songwriter: Elvis Costello
- Best Dressed Sleeve: The Rolling Stones – Some Girls
- Best Group: The Clash
- Best New Group: Public Image Ltd
- Best Guitarist: Mick Jones
- Best Bassist: Jean-Jacques Burnel
- Best Keyboardist: Dave Greenfield
- Best Drummer: Keith Moon
- Best DJ: John Peel
- Best Radio Show: John Peel Show
- Best TV Show: Revolver
- Most Wonderful Human Being: Sid Vicious
- Pin-Up Of The Year: Debbie Harry
- Film: Incontri ravvicinati del terzo tipo
- Creep Of The Year: John Travolta

### NME Awards 1979
- Male Singer: Sting
- Songwriter: Paul Weller
- Best Group: The Jam
- Guitarist: Paul Weller
- Bassist: Bruce Foxton
- Keyboards: Dave Greenfield
- Drums: Rick Buckler
- Female Singer: Kate Bush
- Best New Act: The Specials
- Most Wonderful Human Being: John Peel
- Image Of The Year: Gary Numan
- Creep Of The Year: Gary Numan
- Single: The Specials – Gangsters
- Album: The Jam – Setting Sons
- TV Programme: Fawlty Towers
- Best Dressed Sleeve: Public Image Ltd. – Metal Box
- Disc Jockey: John Peel
- Radio Show: John Peel Show
- Face Of The Decade: Johnny Rotten
- Farce Of The Decade: Mod revival
- Film Of The Year: Quadrophenia

### NME Awards 1980
- Best Group: The Jam
- Best New Act: UB40
- Best Male Singer: Paul Weller
- Best Guitarist: Paul Weller
- Best Drummer: Rick Buckler
- Best Songwriter: Paul Weller
- Best Bassist: Bruce Foxton
- Best Keyboardist: Dave Greenfield
- Best Other Instrumentalist: Saxa
- Best Single: The Jam – Going Underground
- Best Album: The Jam – Sound Affects
- Best Dressed Sleeve: The Jam – Sound Affects
- Best Disc Jockey: John Peel
- Best Dressed Person: Adam Ant
- Haircut Of The Year: Eugene Reynolds
- Most Wonderful Human Being: Paul Weller
- Creep Of The Year: Margaret Thatcher
- Event Of The Year: la morte di John Lennon
- TV Programme: Not the Nine O'Clock News
- Movie Of The Year: The Elephant Man

### NME Awards 1981
- Best Group: The Jam
- Best New Act: Altered Images
- Most Missed Person: John Lennon
- Best Songwriter: Paul Weller
- Best Female Singer: Siouxsie Sioux
- Best Male Singer: David Bowie
- Best Single: The Specials – Ghost Town
- Best LP: Echo & The Bunnymen – Heaven Up Here
- Best Dressed Sleeve: Echo & The Bunnymen – Heaven Up Here
- Best Guitarist: Paul Weller
- Best Bassist: Bruce Foxton
- Best Drummer: Rick Buckler
- Best Keyboardist: Dave Greenfield
- Best TV Programme: Coronation Street
- Best Radio Show: John Peel
- Best Film: Gregory's Girl
- Most Wonderful Human Being: Paul Weller
- Best Dressed Person: Michael Foot
- Creep Of The Year: Adam Andy

### NME Awards 1982
- Best Group: The Jam
- Best Male Singer: Paul Weller
- Best Female Singer: Siouxsie Sioux
- Creep Of The Year: Margaret Thatcher
- Most Wonderful Human Being: Paul Weller
- Best Songwriter: Paul Weller
- Best Single: The Jam – Town Called Malice
- Best Longplayer: The Jam – The Gift
- Best Live Act: The Jam
- Best Dancefloor Favourite: Wham! – Young Guns (Go for It!)
- Best Dressed Sleeve: Siouxsie and the Banshees – A Kiss in the Dreamhouse
- Event Of The Year: lo scioglimento dei The Jam
- Best Dressed Male: Paul Weller
- Best Dressed Female: Siouxsie Sioux
- Best Haircut: Paul Weller
- Best Electronics: Vince Clarke
- Best Guitarist: Paul Weller
- Best Bassist: Bruce Foxton
- Best Drummer: Rick Buckler
- Best Miscellaneous Instrument: The Emerald Express
- Best Radio Show: John Peel
- Best Music Video: Madness – House of Fun
- Best TV Show: The Young Ones
- Best Film: E.T. l'extra-terrestre

### NME Awards 1983
- Best Group: New Order
- Best New Act: The Smiths
- Best Dressed Female: Siouxsie Sioux
- Female Singer: Siouxsie Sioux
- Songwriter: Elvis Costello
- Male Singer: David Bowie
- Best Dressed Male: David Bowie
- Best Long Player: Elvis Costello – Punch the Clock
- Best Single: New Order – Blue Monday
- Best Film: Furyo
- Best Promo Video: Michael Jackson – Thriller
- Most Wonderful Human Being: Paul Weller
- Creep Of The Year: Margaret Thatcher
- TV Show: The Tube
- Best Dressed Sleeve: New Order – Power, Corruption and Lies
- Best Radio Programme: John Peel
- Best Guitarist: The Edge
- Best Drummer: Budgie
- Best Miscellaneous Musician: The TKO Horns
- Best Bassist: Peter Hook
- Best Keyboardist: Steve Nieve

### NME Awards 1984
- Best Group: The Smiths
- Best New Act: Bronski Beat
- Best Reggae Act: Smiley Culture
- Best Soul Act: Womack & Womack
- Best TV Show: The Tube
- Best Radio Show: John Peel
- Best Single: Frankie Goes to Hollywood – Relax
- Best LP: Cocteau Twins – Treasure
- Best Dressed Sleeve: Frankie Goes to Hollywood – Welcome to the Pleasuredome
- Promo Video: Frankie Goes to Hollywood – Two Tribes
- Best Film: Orwell 1984
- Best Male Singer: Bono
- Best Songwriter: Morrissey & Marr
- Best Female Singer: Elizabeth Fraser
- Best Instrumentalist: Johnny Marr
- Best Dressed Person: Paul Weller
- Creep Of The Year: Margaret Thatcher
- Most Wonderful Human Being: Arthur Scargill

### NME Awards 1985
- Best Group: The Smiths
- Best New Act: The Jesus and Mary Chain
- Best Male Singer: Morrissey
- Best Female Singer: Elizabeth Fraser
- Best Songwriter: Morrissey/Marr
- Best Single: The Jesus and Mary Chain – Never Understand
- LP Of The Year: The Smiths – Meat Is Murder
- Best Soul/Funk Band: Cameo
- Best Reggae Act: UB40
- Best Live Act: The Pogues
- Most Wonderful Human Being: Bob Geldof
- Creep Of The Year: Margaret Thatcher
- Best Dressed: Morrissey
- Worst Dressed: Bob Geldof
- Best Haircut: Morrissey
- Worst Haircut: Feargal Sharkey
- Biggest Mouth: Bob Geldof
- Best Film: Lettera a Breznev
- Best TV Programme: Whistle Test
- Best Radio Show: John Peel
- Best Video: Talking Heads – Road to Nowhere
- Best Dressed Sleeve: The Pogues – Rum, Sodomy, and the Lash
- Best Hype: The Jesus and Mary Chain

### NME Awards 1986
- Best Single: The Smiths – Panic
- Best LP: The Smiths – The Queen Is Dead
- Best Male Singer: Morrissey
- Best Female Singer: Elizabeth Fraser
- Best Group: The Smiths
- Most Wonderful Human Being: Morrissey
- Best Club/Venue: Town & Country Club
- Best Dance Record: Cameo – Word Up!
- Threat Of The Year: AIDS
- Sex Symbol: Joanne Whalley
- Event Of The Year: il campionato mondiale di calcio 1986
- Best Film: Mona Lisa
- Best TV Show: The Singing Detective
- Creep Of The Year: Margaret Thatcher
- Best New Music: The Housemartins
- Best Radio Show: John Peel

### NME Awards 1987
- Best Group: The Smiths
- Best Single: Prince – Sign o' the Times
- Best LP: The Smiths – Strangeways, Here We Come
- Male Singer: Morrissey
- Best Female Singer: Suzanne Vega
- Best New Act: The Proclaimers
- Best Dance Record: MARRS – Pump Up the Volume
- Most Wonderful Human Being: Morrissey
- Creep Of The Year: Margaret Thatcher
- Bad News Of The Year: un'altra vittoria dei conservatori alle elezioni generali nel Regno Unito del 1987
- Safe Sex: Morrissey
- Radio: John Peel
- Best TV Programme: Brookside
- Best Film: Angel Heart - Ascensore per l'inferno
- Event Of The Year: il trattato INF

### NME Awards 1988
- Best Band: The Wedding Present
- Solo Artist: Morrissey
- Best New Band/Act: The House of Love
- Best Single: The House of Love – Destroy the Heart
- Best LP: R.E.M. – Green
- Best TV Show: Brookside
- Ugly Bastard Of The Year: Bros
- Object Of Desire Of The Year: Wendy James
- Film Of The Year: Un pesce di nome Wanda
- Favourite NME Cover Of 1988: Morrissey
- Best Night Out: The Wedding Present
- Radio Show Of The Year: John Peel
- Stimulant Of The Year: LSD
- Event Of The Year: il compleanno di Nelson Mandela
- Bad News Of The Year: i risultati delle presidenziali americane 1988
- Most Wonderful Human Being: Morrissey
- Creep Of the Year: Margaret Thatcher

### NME Awards 1989
- Band Of The Year: The Stone Roses
- LP Of The Year: The Stone Roses – The Stone Roses
- Single Of The Year: The Stone Roses – Fools Gold
- Best New Band/Artist: The Stone Roses
- Best Solo Artist: Morrissey
- Best Dance Record: Happy Mondays – Wrote for Luck
- Hype Of The Year: Batman
- Object Of Desire: Wendy James
- Radio Show: John Peel
- TV Show: The Black Adder
- Film Of The Year: L'attimo fuggente
- Fashion Of The Year: i pantaloni a zampa di elefante
- Club/Venue Of The Year: The Haçienda
- Event Of The Year (Music): Festival di Reading
- Event Of The Year (Real Life): le rivoluzioni del 1989
- Bastard Of The Year: Margaret Thatcher

### NME Awards 1990
- Best Single: The Charlatans – The Only One I Know
- Best LP: Happy Mondays – Pills 'n' Thrills and Bellyaches
- Best New Band/Artist: The Charlatans
- Best Band: Happy Mondays
- Event Of The Year: le dimissioni di Margaret Thatcher
- Solo Artist: Morrissey
- Radio Show: John Peel
- TV Show: Vic Reeves Big Night Out
- Film Of The Year: Cuore selvaggio
- Club Or Venue: Town & Country Club
- Hype Of The Year: Tartarughe Ninja
- Fashion Item Of The Year: gli anfibi Dr. Martens
- Bastard Of The Year: Saddam Hussein
- Object Of Desire: Betty Boo
- Word/Phrase: "You wouldn't let it lie!"

### NME Awards 1991
- Best Band: R.E.M.
- Best LP: Primal Scream – Screamadelica
- Best Single: Nirvana – Smells Like Teen Spirit
- Best New Band: Kingmaker
- Best Venue: Town & Country Club
- Best Solo Artist: Morrissey
- Bastard Of The Year: Saddam Hussein
- Film Of The Year: Il silenzio degli innocenti
- Radio Show Of The Year: John Peel
- Fashion Item: gli anfibi Dr. Martens
- Event Of The Year: il rilascio degli ostaggi in Libano
- Object Of Desire: Toni Halliday
- TV Show: Vic Reeves Big Night Out
- Worst Record: Bryan Adams – (Everything I Do) I Do It for You
- Word/Phrase: "You fat bastard!"

### NME Awards 1992
- Best Band: R.E.M.
- Best Album: R.E.M. – Automatic for the People
- Solo Artist: Morrissey
- Venue: Town & Country Club
- Single: Suede – The Drowners
- Worst Record: The Shamen – Ebeneezer Goode
- New Band: Suede
- Event: la vittoria di Bill Clinton delle presidenziali degli Stati Uniti
- Fashion Item: Dr. Martens
- Bastard Of The Year: John Major
- Hype Of The Year: il libro Sex di Madonna
- TV Show Of The Year: Have I Got News for You
- Word/ Phrase Of The Year: "Not!"
- Film Of The Year: Fusi di testa
- Radio Show Of The Year: John Peel
- Object Of Desire: Toni Halliday

### NME Awards 1993
Nel 1993 la cerimonia non si è tenuta e sono stati resi noti solo due riconoscimenti.
- Album Of The Year: Björk – Debut
- Track Of The Year: The Breeders – Cannonball

### NME Awards 1994
La cerimonia, presentata da Vic Reeves e Bob Mortimer, si è svolta il 25 gennaio 1994 al New Empire di Londra.
- Best New Band: Elastica
- Best Single: Radiohead – Creep
- Best Band: Suede
- Best Album: The Boo Radleys – Giant Steps
- Best Dance Act: Orbital
- Godlike Genius Award: John Peel
- Best Dance Act: Orbital
- Live Event: Megadog
- Rap Act: Cypress Hill
- Best Film: Le iene
- Worst Record: Meat Loaf – I'd Do Anything for Love (But I Won't Do That)
- Best Venue: The Forum
- Event of 1993: Unity March
- Best Radio Show: John Peel
- Hype: Jurassic Park
- Best Solo Artist: Björk
- Best New Act: Credit to the Nation
- Bastard: John Major
- Object Of Desire: Björk

### NME Awards 1995
La cerimonia, presentata da Tip Top TV, si è svolta il 24 gennaio 1996.
- Best LP (voted by NME readers): Blur – Parklife
- Best Single (voted by NME readers): Oasis – Live Forever
- Best New Band: Oasis
- Best Solo Artist: Paul Weller
- Worst Record: Whigfield – Saturday Night
- Film Of The Year: Pulp Fiction
- Best TV Show: Knowing Me Knowing You with Alan Partridge
- Best Comedian: Steve Coogan
- Most Desirable Human Being: Kylie Minogue
- Best Club/Venue: Brixton Academy
- NME Album Of The Year: Oasis – Definitely Maybe
- NME Singles Of The Year: Blur – Girls & Boys
- Philip Hall/ On Award For Best New Act: Gene
- Godlike Genius Award For Services To Music: Alan McGee, Creation Records
- Live Act Of The Year: Blur
- Best Rap Artist: Warren G
- Event Of The Year: Glastonbury Festival
- Bummer Of The Year: il suicidio di Kurt Cobain
- Best Video: Blur – Parklife
- Best Band: Blur
- Best Live Event: gli Orbital al Glastonbury Festival

### NME Awards 1996
La cerimonia, presentata da Vic Reeves e Bob Mortimer, si è svolta il 23 gennaio 1997.
- Best Live Act: Oasis
- Best Band: Oasis
- Best LP: Oasis – (What's the Story) Morning Glory?
- Best Single: Oasis – Wonderwall
- Vibes Award For Best Dance Act: Goldie
- Best Dance Act: The Prodigy
- Best Solo Artist: Paul Weller
- The Special Award For Services Beyond The Call Of Duty: Tony Crean per l'LP per War Child
- Album Of The Year: Tricky – Maxinquaye
- Single Of The Year: Black Grape – Reverend Black Grape
- Worst Record: Robson & Jerome – I Believe
- Godlike Genius Award: Michael Eavis
- Best Musical Event: Glastonbury Festival
- Non-Musical Event: i test nucleari della Francia
- Best Dressed Person: Jarvis Cocker
- Worst Dressed Person: Jarvis Cocker
- Best Video: Pulp – Common People
- Live Act Of The Year: Pulp
- Best TV Programme: Shooting Stars
- Best New Band: Supergrass
- The Philip Hall Radar Award: Rocket from the Crypt
- Best Radio Show: Radio 1's Evening Session
- Best Film: I soliti sospetti
- Best Comedian: Steve Coogan
- Most Desirable Human Being: Liam Gallagher
- Git Of The Year: Damon Albarn
- Best Venue: Brixton Academy

### NME Awards 1997
La cerimonia si è svolta il 28 gennaio 1997 al Camden Centre di Londra.
- Best LP (voted for by readers) : Manic Street Preachers – Everything Must Go
- Best Single (voted for by readers) : Manic Street Preachers – A Design for Life
- Best Live Act: Manic Street Preachers
- Musical Moment Of the Year: Skinner, Baddiel e The Lightning Seeds – Three Lions
- Best LP: Beck – Odelay
- Best Single: Underworld – Born Slippy .NUXX
- Worst Single: Spice Girls – Wannabe
- Best Solo Artist: Beck
- Best Radio Show: Radio 1 Evening Session
- Most Desirable Person: Louise Wener
- Best Video: The Prodigy – Firestarter
- Biggest Disappointment: lo scioglimento degli Stone Roses
- Best Club/ Venue: Brixton Academy
- Best Band (voted by readers): Oasis
- Worst Dressed Person: Liam Gallagher
- Worst Band: Oasis
- Arse Of The Year: Liam Gallagher
- Musical Event Of The Year: gli Oasis a Knebworth
- Radio 1 Evening Session Of The Year: Suede
- Best New Band/Artist: Kula Shaker
- Philip Hall/ On Award for Best New Act: Super Furry Animals
- Best Dance Act: The Prodigy
- Vibes Award For Best Dance Act: Orbital
- Best Film: Trainspotting
- Best TV Show: Shooting Stars

### NME Awards 1998
La cerimonia, presentata da Eddie Vedder, si è svolta il 27 gennaio 1998 alla Brixton Academy di Londra.
- Best Band: The Verve
- Best LP: Radiohead – OK Computer
- God Like Genius : Mark E. Smith
- Best Single: The Verve – Bitter Sweet Symphony
- Best Solo Artist: Beck
- Worst Single: Aqua – Barbie Girl
- Best Film: Full Monty - Squattrinati organizzati
- Musical Event Of 1997 : Glastonbury Festival
- Radio 1 Evening Session Of The Year: Radiohead
- Best TV Show: Shooting Stars
- Best Dance Act: Prodigy
- Best Radio Show: Radcliffe & Lard
- Best New Band: Embrace
- Best Club/Venue: Brixton Academy
- Best Music Video: The Verve – Bittersweet Symphony
- Best Dance Single: The Prodigy – Smack My Bitch Up
- Dickhead Of The Year: Liam Gallagher
- Most Desirable Person: Louise Nurding

### NME Premier Awards 1999
- Best Single: Manic Street Preachers – If You Tolerate This Your Children Will Be Next
- Best Band: Manic Street Preachers
- Best Music Video: Manic Street Preachers – If You Tolerate This Your Children Will Be Next
- Best Album: Manic Street Preachers – This Is My Truth Tell Me Yours
- Best New Band: Gomez
- Best Radio Show: Mark Radcliffe
- Best Dance Act: Fatboy Slim
- Best Dance Record: Fatboy Slim – The Rockafeller Skank
- Godlike Genius: Massive Attack
- Best TV Show: South Park
- Best Film: Lock & Stock - Pazzi scatenati
- Musical Event Of The Year: Glastonbury Festival
- Best Solo Artist: Robbie Williams
- Most Desirable Person: Natalie Imbruglia
- Worst Record: Billie Piper – Because We Want To
- Dickhead Of The Year: Liam Gallagher
- Best Venue: Brixton Academy
- The Pop Personality's Brain That Should Be Kept Alive For Posterity: Nicky Wire
- The Pop Personality Who Would Make The Best Drugs Czar: Shaun Ryder
- The Pop Personality You Would To See On A Blind Date: Marilyn Manson & Billie Piper
- The Pop Personality That You'd Most Like As Your Doctor: Natalie Imbruglia
- The Pop Personality You Would Most Like To Shopping With: Brian Molko
- The Pop Personality You Would Most Like To Cook You A Meal: Tiny Woods
- The Pop Personality You Would Most Like To Be Marooned On A Desert Island With: Louise
- The Pop Personality You Would Most Like As Prime Minister: Nicky Wire
- The Pop Personality That You'd Most Like As Your Driving Instructor: Jay Kay
- The Pop Personality You Would Most Like To See In A Ring With Mike Tyson: Billie Piper

### NME Premier Awards 2000
La cerimonia, presentata da Steve Lamacq e Mary Anne Hobbs, si è svolta il 1º febbraio 2000 al Mermaid Theatre di Londra.
- Philip Hall On Award: Terris
- Live Act Of The Year: Mogwai
- Best Live Act: Super Furry Animals
- On The Decks Awards For Dance Act Of The Year: Death in Vegas
- Carling Premier Best New Artist: Muse
- Breezeblack Mix Of 1999: Junior Carter
- Best Solo Artist: Beck
- Best Album Ever: The Stone Roses – The Stone Roses
- Best Single Ever: Nirvana – Smells Like Teen Spirit
- Total Genius Of The Year: Ali G
- Greatest Musical Event Ever: Festival di Woodstock
- Best Radio Show: Radio 1 Evening Session
- Carling Premier Best LP: The Flaming Lips – The Soft Bulletin
- NME Album Of The Year: The Flaming Lips – The Soft Bulletin
- NME Single Of The Year: Aphex Twin – Windowlicker
- Best TV Show: The Royle Family
- Musical Event Of The Year: Glastonbury Festival
- Best Venue: Brixton Academy
- Dickhead Of The Year: Robbie Williams
- Best Website: NME.com
- Worst Record Of The Year: Vengaboys – We're Going to Ibiza
- Best Film: The Blair Witch Project
- Best DJ: Fatboy Slim
- NME.com Award For Best NME Premier Show Performance: Ooberman
- Best Dance Act: The Chemical Brothers
- Best Music Video: Blur – Coffee & TV
- Best Band: Blur
- Best Single: Blur – Tender
- Best Band Ever: The Beatles
- Godlike Genius Award For Services To Music: Shaun Ryder
- Radio 1 Evening Session Session Of The Year: Supergrass
- Artist Of The Year: Travis

### NME Awards 2001
La cerimonia, presentata da Peter Kay, si è svolta il 6 febbraio 2001 allo Shoreditch di Londra.
- Best Band: Radiohead
- Best Dance Act: Fatboy Slim
- Best Radio Show: Steve Lamacq
- Best Metal Act: Marilyn Manson
- Best Club DJ: Carl Cox
- Radio 1 Evening Session Of The Year: Coldplay
- Best New Artist: Coldplay
- Best Single: Coldplay – Yellow
- NME Carling Awards Tour Award: Amen, JJ72, Alfie
- Best Rock Act: U2
- Hero Of The Year: Liam Gallagher
- Godlike Genius: U2
- Best Hip Hop/ Rap Act: Eminem
- Villain Of The Year: Robbie Williams
- Philip Hall On Award: Starsailor
- Best Pop Act: All Saints
- Best Club: Cream
- Best LP: Primal Scream – XTRMNTR
- Best R&B/Soul Act: Kelis
- Best Solo Artist: Badly Drawn Boy
- Best Film: Il gladiatore
- Musical Event Of The Year: The Carling Weekend
- Best TV Programme: The League of Gentlemen

### NME Carling Awards 2002
La cerimonia, presentata da Zane Lowe, Matt Lucas e David Walliams, si è svolta il 25 febbraio 2002.
- Best New Act: The Strokes
- Band Of The Year: The Strokes
- Album Of The Year: The Strokes – Is This It
- Best Pop Act: Kylie Minogue
- Best Solo Artist: Ian Brown
- Best Video: Radiohead – Pyramid Song
- Best Live Act: U2
- Outstanding Contribution to NME: The Charlatans
- Best Radio 1 Session: The Charlatans
- Best Heavy Metal Group: Lostprophets
- Honorary NME Carling Tour Award: Lostprophets
- Honorary NME Carling Tour Award: Andrew W.K.
- Honorary NME Carling Tour Award: The Coral
- Philip Hall On Award: The Coral
- Best Radio Show: The Evening Session
- Best Hip-Hop/ Rap Act: Missy Elliott
- Best R&B/ Soul Act: Aaliyah
- Best Dance Act: Basement Jaxx
- Best TV Show : The Office
- Best Film: Moulin Rouge!
- Godlike Genius Award: Nick Kent and Pennie Smith
- Best Single: Ash – Burn Baby Burn

### NME Carling Awards 2003
La cerimonia, presentata da Bill Bailey, si è svolta il 13 febbraio 2003.
- NME Album Of The Year: Coldplay – A Rush of Blood to the Head
- Album Of The Year: Coldplay – A Rush of Blood to the Head
- NME Artist Of The Year: Oasis
- Best UK Band: Oasis
- Best New Band: The Libertines
- Best Single: The Vines – Get Free
- NME Best Single: Doves – There Goes the Fear
- Best International Band: The Hives
- The Fuck Me! Award For Innovation: The Polyphonic Spree
- Philip Hall Hot New Band Award: Yeah Yeah Yeahs
- Best Video: Black Rebel Motorcycle Club – Whatever Happened To My Rock And Roll (Punk Song)
- Best Solo Artist: Ryan Adams
- Hero Of The Year: Ozzy Osbourne
- Best TV Show: The Osbournes
- Best Live Venue: London Astoria
- Best Haircut: Liam Gallagher
- Best Dressed: The Hives
- Best Website: NME.com
- Event Of The Year: Festival di Reading e Leeds
- Villain Of The Year: Robbie Williams
- Worst Album: Robbie Williams – Escapology
- Worst Single: Robbie Williams – Feel
- Worst Band: Nickelback
- Worst Haircut: Jack Osbourne
- Worst Dressed: Christina Aguilera

### NME Awards 2004
La cerimonia, presentata da Vernon Kay, si è svolta il 12 febbraio 2004 all'Hammersmith Palais di Londra.
- Best Video: Radiohead – There There
- Best Album: Radiohead – Hail to the Thief
- Best New Band: Kings of Leon
- Best International Band: Kings of Leon
- Living Legend: Arthur Lee
- Best Single: The White Stripes – Seven Nation Army
- Best Solo Artist: Ryan Adams
- Worst Single: Fast Food Rockers – Fast Food Song
- Most Missed: Johnny Cash
- Best Website: NME.com
- Hero Of The Year: Pete Doherty
- Villain Of The Year: George H. W. Bush
- Fight Of The Year : Jack White vs Jason Von Bondie
- Waster Of The Year: Pete Doherty
- Sexiest Man: Har Mar Superstar
- Sexiest Woman: Brody Dalle
- Best Haircut: Caleb Followill
- Best Live Venue: Brixton Academy
- Best Album Artwork: Radiohead – Hail to the Thief
- Best TV Show: The Office
- Best Film: Il Signore degli Anelli - Il ritorno del re
- The Fuck Me! Award For Innovation: Dizzee Rascal

### Shockwaves NME Awards 2005
La cerimonia, presentata da Simon Pegg e Nick Frost, si è svolta il 17 febbraio 2005 all'Hammersmith Palais di Londra.
- Best Radio Show: Zane Lowe
- Best Solo Artist: Graham Coxon
- Best Live Band: Muse
- Best Track: Franz Ferdinand – Take Me Out
- Best Music DVD: Oasis – Definitely Maybe
- Philip Hall Radar Award: Kaiser Chiefs
- Best TV Show: Little Britain
- Best International Band: The Killers
- Best New Band: Razorlight
- Best Video: Green Day – American Idiot
- Special Award For Lifelong Service To Music: John Peel
- John Peel Award For Musical Innovation: The Others
- Best Film: L'alba dei morti dementi
- Best Album: Franz Ferdinand – Franz Ferdinand
- Best Live Event: Glastonbury Festival
- Best British Band: The Libertines
- Godlike Genius Award: New Order e Joy Division
- Best Dressed: Brandon Flowers
- Worst Dressed: Jonathan Ross
- Best Live Venue: Brixton Academy
- Best Website: NME.com
- Hero Of The Year: John Peel
- Sexiest Man: Brandon Flowers
- Sexiest Woman: Barbara Knox
- Worst Album: Insane Clown Posse – Carnival of Carnage
- Worst Band: Insane Clown Posse

### Shockwaves NME Awards 2006
La cerimonia, presentata da Russell Brand, si è svolta il 23 febbraio 2006 alla Brixton Academy di Londra.
- Best New Band: Arctic Monkeys
- Best Video: Oasis – The Importance of Being Idle
- Best International Band: The Strokes
- Best TV Show: Gonzo
- Best Solo Artist: Kanye West
- Philip Hall Radar Award: The Long Blondes
- Best Radio Show: Zane Lowe
- Best Event: Festival di Reading e Leeds
- Best Live Band: Franz Ferdinand
- Best Music DVD: Live 8
- Best Film: Harry Potter e il calice di fuoco
- John Peel Music Innovation Award: Gorillaz
- Best Track: Arctic Monkeys – I Bet You Look Good on the Dancefloor
- Best Album: Kaiser Chiefs – Employment
- Best British Band: Arctic Monkeys
- Godlike Genius Award: Ian Brown
- Best Website: NME.com
- Best Venue: Brixton Academy
- Hero of the Year: Bob Geldof
- Villain of the Year: George W. Bush
- Best Dressed: Ricky Wilson
- Worst Dressed: Justin Hawkins
- Worst Album: James Blunt – Back to Bedlam
- Worst Band: Son of Dork
- Sexiest Man: Pete Doherty
- Sexiest Woman: Madonna

### Shockwaves NME Awards 2007
La cerimonia, presentata da Lauren Laverne, si è svolta il 1º marzo 2007 all'Hammersmith Palais di Londra.
- Godlike Genius Award - Primal Scream
- Best British Band - Muse
- Best International Band - My Chemical Romance
- Best Solo Artist - Jamie T
- Best Live Band - Kasabian
- Best New Band -  Klaxons
- Best Album - Arctic Monkeys – Whatever People Say I Am, That's What I'm Not
- Best Track - The View – Wasted Little DJs
- Best Video - The Killers – Bones
- Best Music DVD - Arctic Monkeys – Scummy Man
- Best Live Event - Festival di Reading e Leeds
- Best TV Show - The Mighty Boosh
- Best Radio Show - Zane Lowe (BBC Radio 1)
- Best Film - Pirati dei Caraibi - La maledizione del forziere fantasma
- Sexiest Woman - Kate Moss
- Sexiest Man - Matthew Bellamy
- Worst Album - Robbie Williams – Rudebox
- Worst Band -  Panic! at the Disco
- Best Dressed - Faris Rotter
- Worst Dressed - Jonathan Ross
- Hero of the year - Gerard Way
- Villain of the Year - George W. Bush
- Best Live Venue - Brixton Academy
- Best Website (excluding NME.com) - YouTube
- John Peel Award For Musical Innovation - Enter Shikari
- Philip Hall Radar Award - The Twang

### Shockwaves NME Awards 2008
La cerimonia, presentata da Mathew Horne e James Corden, si è svolta il 28 febbraio 2008 al The O2 di Londra.
- Godlike Genius Award: Manic Street Preachers
- Best British Band: Arctic Monkeys
- Best International Band: The Killers
- Best Solo Artist: Kate Nash
- Best Live Band: Muse
- Best New Band: The Enemy
- Best Album: Klaxons – Myths of the Near Future
- Best Track: Arctic Monkeys – Fluorescent Adolescent
- Best Dancefloor Filler: The Wombats – Let's Dance to Joy Division
- Best Video: Arctic Monkeys – Teddy Picker
- Best Music DVD: Nirvana – MTV Unplugged in New York
- Best Live Event: Festival di Reading e Leeds
- Best TV Show: The Mighty Boosh
- Best Radio Show: Zane Lowe (BBC Radio 1)
- Best Film: Control
- Sexiest Woman: Kylie Minogue
- Sexiest Man: Noel Fielding
- Worst Album: Britney Spears – Blackout
- Worst Band: The Hoosiers
- Best Dressed: Noel Fielding
- Worst Dressed: Amy Winehouse
- Hero of the Year: Pete Doherty
- Villain of the Year: George W. Bush
- Best Live Venue: Wembley Stadium
- Best Website (excluding NME.com): Facebook
- John Peel Award For Musical Innovation: Radiohead
- Philip Hall Radar Award: Glasvegas

### NME Awards USA 2008
La cerimonia, presentata da Jim Jeffries e Har Mar Superstar, si è svolta il 23 aprile 2008 all'El Rey Theatre di Los Angeles.
- Best Video: Justice – D.A.N.C.E.
- Best Live Band: My Chemical Romance
- Best International Live Band: Arcade Fire
- Best New Live Band: Vampire Weekend
- Best New International Live Band: Klaxons
- Best Solo Artist: Albert Hammond Jr.
- Best New Solo Artist: Mark Ronson
- Best International Solo Artist: Kate Nash
- Best Breakthrough Artist: Santogold
- Best International Album: Arctic Monkeys – Favourite Worst Nightmare
- Best Album of the Year: Foo Fighters – Echoes, Silence, Patience & Grace
- Best Track of the Year: The Killers – Tranquilize
- Best International Track: Klaxons – Golden Skans
- Best Breakthrough Track: MGMT – Time to Pretend
- Best Band of the Year: The Killers
- Godlike Genius Award: Jane's Addiction
- Inspiration Award: Mick Jones

### Shockwaves NME Awards 2009
La cerimonia, presentata da Mark Watson, si è svolta il 25 febbraio 2009 alla O2 Academy Brixton di Londra.
- Godlike Genius Award: The Cure
- Outstanding Contribution To Music: Elbow
- Best British Band: Oasis
- Best International Band: The Killers
- Best Solo Artist: Pete Doherty
- Best Live Band: Muse
- Best New Band: MGMT
- Best Album: Kings of Leon – Only by the Night
- Best Track: MGMT – Time to Pretend
- Best Dancefloor Filler: Dizzee Rascal & Calvin Harris – Dance wiv Me
- Best Video: The Last Shadow Puppets – My Mistakes Were Made for You
- Best DVD: Arctic Monkeys – At the Apollo
- Best Live Event: Glastonbury Festival
- Best TV Show: The Mighty Boosh
- Worst TV Show: Big Brother UK
- Best Website: YouTube
- Best Venue: London Astoria
- Worst Album: Jonas Brothers – A Little Bit Longer
- Worst Band: Jonas Brothers
- Villain of the Year: George W. Bush
- Best Dressed: Alexa Chung
- Worst Dressed: Amy Winehouse
- Sexiest Man: Matthew Bellamy
- Sexiest Woman: Hayley Williams
- Best Album Artwork: Muse – HAARP
- Best Blog: Noel Gallagher
- Philip Hall Radar Award: The Big Pink

### Shockwaves NME Awards 2010
La cerimonia, presentata da Jarvis Cocker, si è svolta il 24 febbraio 2010 alla O2 Academy Brixton di Londra.
- Godlike Genius Award: Paul Weller
- Outstanding Contribution To Music: The Specials
- Best British Band: Muse
- Best International Band: Paramore
- Best Solo Artist: Jamie T
- Best New Band: Bombay Bicycle Club
- Best Live Band: Arctic Monkeys
- Best Album: Kasabian – West Ryder Pauper Lunatic Asylum
- Best Track: The Big Pink – Dominos
- Best Video: Biffy Clyro – The Captain
- Best Live Event: i Blur a Hyde Park
- Best Festival: Glastonbury Festival
- Best TV Show: The Inbetweeners
- Best Film: Bastardi senza gloria
- Best Dancefloor Filler: La Roux – In for the Kill (Skream Remix)
- Best DVD: The Mighty Boosh Live: Future Sailors Tour
- Hero of the Year: Rage Against the Machine
- Villain of the Year: Kanye West
- Best Dressed: Lady Gaga
- Worst Dressed: Lady Gaga
- Worst Album: Jonas Brothers – Lines, Vines and Trying Times
- Worst Band: Jonas Brothers
- Hottest Man: Matthew Bellamy
- Hottest Woman: Karen O
- Best Website: Muse.mu
- Best Album Artwork: Kasabian – West Ryder Pauper Lunatic Asylum
- Best Band Blog: Radiohead (Radiohead.com/deadairspace)
- Giving It Back Fan Award: Lily Allen per la "caccia al tesoro" dei biglietti su Twitter
- Phillip Hall Radar Award: The Drums

### Shockwaves NME Awards 2011
La cerimonia, presentata da Angelos Epithemiou, si è svolta il 23 febbraio 2011 alla O2 Academy Brixton di Londra.
- Godlike Genius Award: Dave Grohl
- John Peel Award for Innovation: Crystal Castles
- Philip Hall Radar Award: The Naked and Famous
- Outstanding Contribution To Music: PJ Harvey
- Best British Band: Muse
- Best International Band: My Chemical Romance
- Best Solo Artist: Laura Marling
- Best New Band: Hurts
- Best Live Band: Biffy Clyro
- Best Album: Arcade Fire – The Suburbs
- Best Track: Foals – Spanish Sahara
- Best Video: My Chemical Romance – Na Na Na (Na Na Na Na Na Na Na Na Na)
- Best Festival: Glastonbury Festival
- Best TV Show: Skins
- Best Film: Inception
- Best Dancefloor Filler: Professor Green – Jungle
- Hero of the Year: Lady Gaga
- Villain of the Year: David Cameron
- Most Stylish: Brandon Flowers
- Least Stylish: Justin Bieber
- Worst Album: Justin Bieber – My World
- Worst Band: Jonas Brothers
- Hottest Man: Matthew Bellamy
- Hottest Woman: Alison Mosshart
- Best Album Artwork: Klaxons – Surfing the Void
- Best Band Blog or Twitter: Hayley Williams
- Best Book: John Lydon – Mr Rotten's Scrapbook
- Best Small Festival (50.000 capacity or lower): RockNess

### NME Awards 2012
La cerimonia, presentata da Jack Whitehall, si è svolta il 29 febbraio 2012 alla O2 Academy Brixton di Londra.
- Godlike Genius Award: Noel Gallagher
- Outstanding Contribution to Music: Pulp
- Best British Band: Kasabian
- Best International Band: Foo Fighters
- Best Solo Artist: Florence and the Machine
- Best New Band: The Vaccines
- Best Live Band: Arctic Monkeys
- Best Album: The Horrors – Skying
- Best Track: Florence and the Machine – Shake It Out
- Best Video: Hurts – Sunday
- Best Festival: Glastonbury Festival
- Best TV Show: Fresh Meat
- Best Film: Submarine
- Best Music Film: Foo Fighters: Back and Forth
- Dancefloor Anthem: Katy B – Broken Record
- Hero of the Year: Matthew Bellamy
- Villain of the Year: Justin Bieber
- Worst Album: Justin Bieber – Under the Mistletoe
- Worst Band: One Direction
- Hottest Man: Jared Leto
- Hottest Woman: Hayley Williams
- Best Album Artwork: Friendly Fires – Pala
- Best Band Blog or Twitter: Lady Gaga
- Most Dedicated Fans: Muse
- Best Book: Noel Fielding – The Scribblings of a Madcap Shambleton
- Best Small Festival: RockNess
- Best Reissue: The Smiths – The Smiths Complete
- Greatest Music Moment of the Year: la reunion degli Stone Roses

### NME Awards 2013
La cerimonia, presentata da Russell Kane, si è svolta il 27 febbraio 2013 al Troxy di Londra.
- Godlike Genius Award: Johnny Marr
- Philip Hall Radar Award: The Child of Lov
- Teenage Cancer Trust Outstanding Contribution to Music: The Cribs
- Best British Band: Biffy Clyro
- Best International Band: The Killers
- Best Solo Artist: Florence and the Machine
- Best New Band: Palma Violets
- Best Live Band: The Rolling Stones
- Best Album: The Maccabees – Given to the Wild
- Best Track: Foals – Inhaler
- Best Video: Arctic Monkeys – R U Mine?
- Best Festival: Festival di Reading e Leeds
- Best TV Show: Fresh Meat
- Best Film: Lo Hobbit - Un viaggio inaspettato
- Best Music Film: Crossfire Hurricane
- Dancefloor Anthem: Calvin Harris feat. Florence Welch – Sweet Nothing
- Hero of the Year: Barack Obama
- Villain of the Year: Harry Styles
- Worst Band: One Direction
- Hottest Man: Matthew Bellamy
- Hottest Woman: Amy Lee
- Best Band Blog or Twitter: Alana Haim
- Best Fan Community: Muse
- Best Book: Mike Skinner – The Story of the Streets
- Best Small Festival: Festival No 6
- Best Reissue: Blur – Blur 21
- Greatest Music Moment of the Year: la Cerimonia di apertura dei Giochi della XXX Olimpiade

### NME Awards 2014
La cerimonia, presentata da Jarvis Cocker, si è svolta il 26 febbraio 2014 alla O2 Academy Brixton di Londra.
- Godlike Genius Award: Blondie
- Songwriters’ Songwriter: Paul McCartney
- Award For Innovation: Damon Albarn
- Teenage Cancer Trust Outstanding Contribution to Music Award: Belle and Sebastian
- Best British Band: Arctic Monkeys
- Best International Band: Haim
- Best Solo Artist: Lily Allen
- Best New Band: Drenge
- Best Live Band: Arctic Monkeys
- Best Album: Arctic Monkeys – AM
- Best Track: Disclosure – White Noise
- Best Music Video: Eagulls – Nerve Endings
- Best Festival: Glastonbury Festival
- Best TV Show: Breaking Bad - Reazioni collaterali
- Best Music Film: The Stone Roses: Made of Stone
- Philip Hall Radar Award: Fat White Family
- Best Reissue: The Clash – Sound System
- Best Band Blog Or Twitter: Alana Haim, Haim
- Best Book: Morrissey – Autobiography
- Best Small Festival: Sŵn
- Best Fan Community: Arctic Monkeys
- Music Moment Of The Year: Noel Gallagher e Damon Albarn insieme per il Teenage Cancer Trust
- Worst Band: The 1975
- Hero Of The Year: Alex Turner
- Villain Of The Year: Harry Styles

### NME Awards 2015
La cerimonia, presentata da Huw Stephens, si è svolta il 18 febbraio 2015 alla O2 Academy Brixton di Londra.
- Godlike Genius Award: Suede[6]
- Best British Band: Kasabian
- Best Album: Kasabian – 48:13
- Best International Band: Foo Fighters
- Best Live Band: Royal Blood
- Best New Band: Royal Blood
- Best Solo Artist: Jake Bugg
- Best Festival: Glastonbury Festival
- Best Track: Jamie T – Zombie
- Best Video: Jamie T – Zombie
- Best Music Film: Pulp: A Film About Life, Death and Supermarkets
- Best Film: Northern Soul
- Best TV Show: Il Trono di Spade
- Best Quote: Kasabian
- Dancefloor Filler: Iggy Azalea feat. Charli XCX – Fancy
- Worst Band: 5 Seconds of Summer
- Villain of the Year: Nigel Farage
- Hero of the Year: Alex Turner
- Music Moment of the Year: il ritorno di Jamie T
- Best Fan Community: Muse
- Small Festival of the Year: Liverpool Psych Fest
- Book of the Year: Viv Albertine – Clothes, Clothes, Clothes. Music, Music, Music. Boys, Boys, Boys
- Reissue of the Year: Manic Street Preachers – The Holy Bible
- Best Band Social Media: Liam Gallagher's Twitter

### NME Awards 2016
La cerimonia, presentata da Huw Stephens, si è svolta il 17 febbraio 2016 alla O2 Academy Brixton di Londra.
- Godlike Genius Award: Coldplay
- Best British Band: The Maccabees
- Best International Band: Run the Jewels
- Best New Artist: Rat Boy
- Best British Solo Artist: Charli XCX
- Best International Solo Artist: Taylor Swift
- Best Live Band: Wolf Alice
- Best Album: Foals – What Went Down
- Best Track: Wolf Alice – Giant Peach
- Best TV Show: This Is England '90
- Best Film: Beasts of No Nation
- Best Music Film: Blur – New World Towers
- Best Music Video: Slaves – Cheer Up London
- Best Actor: Idris Elba
- Best Actress: Vicky McClure
- Best Reissue: David Bowie – Five Years (1969–1973)
- Best Book: Patti Smith – M Train
- Best Festival: Glastonbury Festival
- Best Small Festival: End of the Road Festival
- Best Fan Community: The Libertines
- Music Moment of the Year: la scaletta segreta dei Libertines a Glastonbury
- Worst Band: 5 Seconds of Summer
- Villain of the Year: Donald Trump
- Hero of the Year: Dave Grohl
- Vlogger of the Year: KSI
- Inspiration Award: Yōko Ono

### NME Awards 2017
La cerimonia, presentata da Huw Stephens, si è svolta il 15 febbraio 2017 alla O2 Academy Brixton di Londra.
- Godlike Genius Award: Pet Shop Boys
- Best British Band: Biffy Clyro
- Best International Band: Metallica
- Best New Artist: Dua Lipa
- Best British Female Artist: M.I.A.
- Best British Male Artist: Skepta
- Best International Female Artist: Christine and the Queens
- Best International Male Artist: Frank Ocean
- Best Festival Headliner: Adele
- Best Live Band: The 1975
- Best Album: Bastille - Wild World
- Best Track: Christine and the Queens - Tilted
- Best TV Show: Fleabag
- Best Film: My Scientology Movie
- Best Music Film: Oasis: Supersonic
- Best Music Video: Slaves – Consumer or me Consumed
- Best Reissue: Oasis – Be Here Now
- Best Festival: Glastonbury Festival
- Best Small Festival: End of the Road Festival
- Music Moment of the Year: il tributo dei Coldplay ai Viola Beach a Glastonbury
- Worst Band: 5 Seconds of Summer
- Villain of the Year: Nigel Farage
- Hero of the Year: Beyoncé
- Outstanding Contribution To Music: Wiley

### NME Awards 2018
La cerimonia, presentata da Jack Whitehall, si è svolta il 13 febbraio 2018 alla O2 Academy Brixton di Londra.
- Godlike Genius Award: Liam Gallagher
- Best British Band: Alt-J
- Best New Artist: Stefflon Don
- Best Live Artist: Kasabian
- Best Track: Charli XCX - Boys
- Best International Band: Haim
- Best Mixtape: Avelino - No Bullshit
- Best Album: J Hus - Common Sense
- Best Collaboration: Craig David ft. Bastille - I Know You
- Best Festival: Glastonbury Festival
- Best Film: Baby Driver - Il genio della fuga
- Best Music Video: The Big Moon - Sucker
- Under the Radar Award - Pale Waves
- Best Festival Headliner - Muse
- Best International Solo Artist: Lorde
- NME Icon: Shirley Manson
- NME Innovation Award: Boy Better Know
- Best Book: Wiley - Eskiboy
- Best TV Show: Stranger Things
- Best Reissue: Radiohead - OK Computer OKNOTOK 1997 2017
- Best Small Festival: Festival N°6
- Music Moment of the Year: One Love Manchester
- Best Music Film: Gaga: Five Foot Two
- Hero of the Year: Ariana Grande
- Villain of the Year: Piers Morgan